# Laguna Verde (El Salvador)
Laguna Verde is een stratovulkaan met kratermeer in het departement Ahuachapán in El Salvador. De berg is ongeveer 1829 meter hoog en het meer ligt op een hoogte van 1606 meter. Het meer bevindt zich in een 350 meter brede krater.
De vulkaan maakt deel uit van de vulkanische bergketen Cordillera de Apaneca. Ongeveer anderhalve kilometer naar het zuidwesten ligt de vulkaan Cerro Las Ninfas en ongeveer vier kilometer naar het oosten de vulkaan Cerro Cachio.